# 올리버 해저드 페리
올리버 해저드 페리(영어: Oliver Hazard Perry, 1785년 12월 31일 ~ 1819년 12월 30일)는 미합중국 해군 사령관이다. 로드아일랜드주 사우스 킹스타운에서 미국 해군 선장 크리스토퍼 레이먼드 페리와 새라 월리스 알렉산더 부부 사이에서 태어났으며, 페리는 윌리엄 월리스의 직계 자손이다. 또한 일본의 문호를 강제로 개방시킨 매튜 캘브레이드 페리의 형이기도 하다.
페리는 프랑스와의 유사전쟁에서는 서인도 제도에서 복무를 했으며, 바르바리 전쟁에서는 지중해에서 각각 복무를 하였다. 카리브해에서 해적들과 노예 무역과의 싸움도 유명하지만, 그가 가장 명성을 떨친 곳은 1812년 전쟁의 ‘이리호 전투’를 통해서이다. 영국에 대항한 1812년 전쟁 동안, 페리는 27세의 나이로 이리호에서 함대를 만드는 것을 감독하였다. 그는 이리호 전투에서 해군의 결정적인 승리에 기여함으로써 ‘이리호의 영웅’이라는 별칭을 얻었고, 의회 명예 훈장과 감사장을 받았다. 그는 성공적인 물자 보급으로 이리호 전체에서 벌인 9개의 군사 작전에서 성공적인 결과를 이끌어 냈으며, 함대의 승리는 1812년 전쟁의 서부 전선에서 전환점을 가져왔다.
페리는 USS 나이아가라(USS Niagara) 함장이었던 제시 엘리엇 대위와 전쟁에서 행했던 부적절한 행위로 두 사람 모두 오랜 논란의 대상이 되어왔다. 1815년 제2차 바르바리 전쟁에서 USS 자바(USS Java)를 타고, 지중해에서 성공적인 활약을 펼쳤다. 그래서 그는 수 많은 책들을 통해 명사로 추켜세워졌다. 또한 많은 지명과 배에서 그의 이름을 기념하고 있다.

## 어린 시절
페리는 해군 군인인 크리스토퍼 레이먼드 페리(1760년 12월 4일 - 1818년 6월 8일)와 새라 월리스 알렉산더(1764년 - 1830년 12월 4일)의 아들이다.
페리는 로드아일랜드 뉴포트 타워힐에서 미래의 해군 장교를 꿈꾸며 배를 타면서 성장했다. 아버지 크리스토퍼 페리와 어머니 새라 페리 사이에 태어난 다섯 아들 중 맏이로 막내 동생은 일본의 개국을 가져온 매튜 캘브레이드 페리이다. 그의 친외가 모두 해군으로 성공한 집안 출신이었다. 그의 어머니는 페리와 동생들에게 읽고 쓰는 것을 가르쳤고, 영국 성공회 계열의 트리티니 처리에 그들을 정기적으로 다니게 했으며, 그곳에서 윌리엄 스미스 목사로부터 9세의 나이로 세례를 받게 된다. 시어도어 데혼 교구 목사는 1797년부터 1810년까지 어린 페리에게 지대한 영향을 끼치게 된다.

## 해군 경력
12살의 나이로 그의 아버지와 함께 서인도 제도로 항해를 하게 되었고, 1799년 4월 7일 13살 때 그는 해군사관학교에 입학하여 아버지가 대위의 계급으로 함장으로 있는 프리깃 USS 제너럴그린(USS General Greene)에 배속된다. 그들의 첫 방문지는 쿠바였으며, 미국 상선을 마중나가서 하바나에서 미국까지 호위를 하게 된다. 프랑스와 유사전쟁이 발발했을 때, 그는 이 프리깃함에서 복무를 하고 있었다. 그는 1800년 2월 9일 아이티의 반란군의 상태로 있던 프랑스 식민지 해안에서 첫 전투를 경험하게 된다.
제1차 바르바리 전쟁 기간에는 USS 애덤스(USS Adams) 함상에서 복무를 하다가, 이후 데르나 함락 때 USS 노틸러스(USS Nautilus)를 지휘하게 된다. 1806년에 시작하여, 그는 슬루프 USS 리벤지(USS Revenge)를 지휘하여 1807년 통상금지법을 강제하기 위한 순항 활동에 종사하며 스페인령 플로리다에서 미국 배를 탈환하는 성공적인 임무를 수행했다. 1811년 1월 9일 리벤지호는 로드아일랜드로 돌아가다가 좌초되었다. 배를 구할 수 없음을 재빨리 파악하고서, 페리는 선원들을 구하는데 집중을 했다. 함미로 그들에게 로프를 내린 후에 그는 마지막으로 그 배를 떠났다.:61 그리하여 뒤이은 회부된 군법회의에서 선원들의 탓으로 책임을 돌리고 페리는 면책을 받았다. 2011년 1월, 한 다이버 팀이 리벤지 호의 난파 잔해를 발견했는데, 침몰 후 약 200년이 지난 것이었다.
군법회의 이후, 페리는 해군으로부터 휴가를 받았다. 1811년 5월 5일, 그는 1807년 댄스 파티에서 만나 뉴포트의 엘리자베스 챔플린 매이슨과 결혼을 했다. 그들은 뉴잉글랜드를 여행하며 긴 허니문을 즐겼다. 부부는 이후 다섯 아이를 가지게 되며, 그 중 하나는 어릴 때 사망을 한다.

## 사망과 유산
페리는 1819년 베네수엘라 원정에서 토착 곤충에 의한 질병으로 사망했다. 펜실베니아 주 페리 카운티는 그의 이름을 따서 명명되었다. 군은 1820년에 설립되었다. 미국 해군은 그의 이름을 따서 올리버 해저드 페리급 미사일 프리깃의 1번함에 그 이름을 명명했다.

## 가족
- 부: 크리스토퍼 레이먼드 페리 (Christopher Raymond Perry, 1761–1818), 사우스 킹스턴 출신
- 모 : 새라 월리스 알렉산더 (Sarah Wallace Alexander, 1763-?).
- 아내 : 엘리자베스 챔플린 메이슨(1811년 결혼), 5명의 자녀를 두었고, 4명이 성인으로 자랐다.
  - 자녀

1. 크리스토퍼 그랜트 챔플린 페리(1812년 4월 2일 ~ 1854년 4월 5일)
2. 올리버 해저드 페리 2세 (1813년 2월 23일 ~ 1814년 4월 4일)
3. 올리버 해저드 페리 주니어 (1815년 2월 23일 ~ 1878년 8월 20일)
4. 크리스토퍼 레이먼드 페리(1816년 6월 29일 ~ 1848년 10월 8일)
5. 엘리자베스 매이슨 페리, 둘째 아내에게서 태어난 딸

페리의 큰 아들 크리스토퍼 그랜트 챔플린 페리는 뉴포트 포병 중대 사령관으로 1848년부터 1854년 사망할 때까지 복무를 했다.
셋째 아들 올리버 해저드 페리 주니어는 1829년 해군에 수습장교로 들어가, 중위까지 진급을 했으며, 1849년에 퇴역을 했다.
네째 아들 크리스토퍼 레이먼드 페리는 1842년 웨스트포인트에서 미합중국 육군사관학교를 졸업하고, 멕시코-미국 전쟁에 참가하였으며, 1846년 5월 8일 팔로 알토 전투에, 1846년 5월 9일 레사카 드 라 팔마 전투에서 활약을 펼쳤다. 1848년 작전 중 중위의 계급으로 사망을 하게 된다.
그의 후손들은 두 번째의 해군 비행사가 된 존 로저스 사령관을 포함하여, 빈피즈를 타고 미국을 최초로 횡단하여 잘 알려진 민간 조종사인 캘브레이드 페리 로저스가 있다.
올리버 해저드 페리 라 파즈(Oliver Hazard Perry La Farge, 1901년 12월 19일 ~ 1963년 8월 2일)는 미국의 작자이자, 인류학자로 《웃는 소년》(Laughing Boy)이라는 소설로 1930년 퓰리처 상을 받았다.
그의 큰 조카 올리버 해저드 페리 벨몬트(Oliver Hazard Perry Belmont, 1858년 11월 12일 ~ 1908년 6월 10일)는 미국의 사회학자이자, 뉴욕 주에서 선출된 하원의원이 된다.
올리버 해저드 페리 트록 모턴(Oliver Hazard Perry Throck Morton, 1823년 8월 4일 – 1877년 11월 1일) - 제43대 인디애나 주지사는 무관

## 같이 보기
- 매슈 페리 (군인)